# Schulze-Delitzsch-Platz
Der Schulze-Delitzsch-Platz ist ein Platz in der Ortslage Luisenstadt des Berliner Ortsteils Mitte. Im Kreuzungsbereich der Insel-, Neuen Jakob- und Köpenicker Straße wurde am 4. August 1899 auf der Mittelinsel der Straße mit kleinen Parkelementen ein Denkmal für Hermann Schulze-Delitzsch (1808–1883), den Politiker und Begründer des deutschen Genossenschaftswesens enthüllt.
Die Mittelinsel liegt gegenüber der früheren Luisenstädtischen Bank, die 1863 als Kreditgenossenschaft des Bezirksvereins des Köpenicker Viertels gegründet worden war. Schulze-Delitzsch gilt als Gründer der Genossenschaftsbewegung.

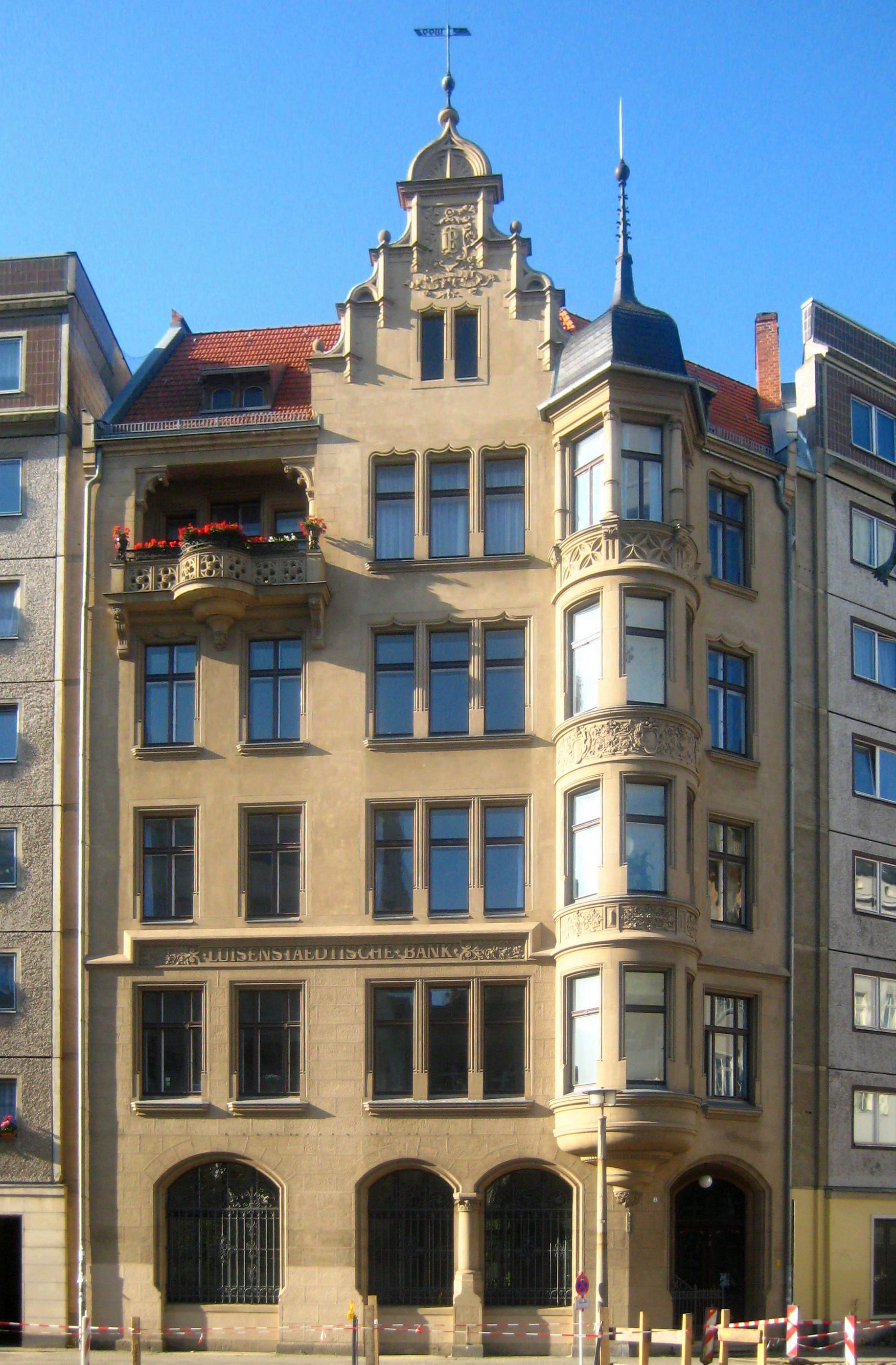
Bankgebäude der Luisenstädtischen Bank, Köpenicker Straße 95 gegenüber dem Schulze-Delitzsch-Platz

Im Jahr 1974 wurde das Denkmal, eine Bronzestatue des Bildhauers Hans Arnoldt, ebenso wie die Straßenschilder, im Rahmen eines Neubauprojektes (der baulichen Ergänzung der Parteihochschule Karl Marx, sowie des Abrisses und Neubaus des Straßenzuges Köpenicker Straße zwischen der Neuen Jakobstraße und der Heinrich-Heine-Straße) entfernt. Das Denkmal kam in ein Depot des Märkischen Museums. Der Platz wurde Inselplatz genannt, ohne dass eine offizielle Benennung stattgefunden hatte. 1990 wurde das Denkmal ohne die Figurengruppe am Sockel wieder an seinem ursprünglichen Platz aufgestellt und der Platz wieder mit dem alten Namen geführt, den er am 1. Juni 1910 erhalten hatte.